# Cantharis heleocharis
Cantharis heleocharis is een keversoort uit de familie soldaatjes (Cantharidae). De wetenschappelijke naam van de soort werd in 2002 gepubliceerd door Sato, Okushima & Ishida.